# Joaquín Frenguelli
Joaquín Frenguelli (Roma, 19 de agosto de 1883-Santa Fe, 23 de junio de 1958), fue un médico, naturalista, docente italiano. Nació en Roma, el 19 de agosto de 1883. Su padre, Pascual, pintor conservador del Museo y del Palacio de Letrán y de Adela Giccoti, fue el tercer hijo de una fratría de ocho varones.
Estudió en la Universidad de su ciudad natal, doctorándose en 1909 en medicina y cirugía.
En 1911 arriba a Argentina invitado por sus tíos y se radica en la ciudad de Santa Fe, donde fue médico interno del Hospital Italiano de Santa Fe (de 1911 a 1912) y director y cirujano del Hospital Italiano de Córdoba.
En 1920 se casa con Dominga Bonazzola.
En 1920, fue nombrado profesor de Geología y Paleontología en la Facultad de Ciencias de la Educación de la Universidad Nacional del Litoral, y profesor suplente y luego titular de Geografía física morfológica, en 1922.
En 1930, fue encargado del curso de Geología en la Facultad de Química Industrial y Agrícola de la citada Universidad.
En 1931, se lo designó profesor de Geografía física y Geología y Paleontología en la Escuela Normal Superior de Paraná (Entre Ríos).
Fue director del Instituto del Museo de la Universidad Nacional de La Plata (1935-1946); jefe interino ad honorem del Departamento de Paleozoología, invertebrados y Paleobotánica (1934-1946) y profesor titular de Geografía física (1945-1946).
En 1934, se incorporó a la Facultad de Filosofía y Letras de la Universidad de Buenos Aires, como adscripto honorario al Museo etnográfico Juan B. Ambrosetti.
Dentro de su intensa actuación en los medios científicos, se destaca además que fue miembro del Consejo de la Academia Nacional de Ciencias (1922-1932); miembro de la Comisión Asesora de Historiografía, Filosofía, Letras, Folclore, Arqueología y Geografía de la Comisión Nacional de Cultura (1937); presidente de la Comisión de Fisiografía encargada de redactar una "Geografía Argentina" encomendada a la Sociedad Gæa por el Gobierno de la Nación (1937); asesor geólogo de la Dirección de Suelos y Agrotecnia del Ministerio de Agricultura de la Nación (1947).
Participó en numerosos congresos, entre ellos, en el Congreso Internacional de Geografía y Etnología de El Cairo (1924) y en el XXV Congreso Internacional de Americanistas de La Plata (1932).
Perteneció a numerosas sociedades: Sociedad Científica Argentina, Sociedad Argentina de Ciencias Naturales, Sociedad de Estudios Geográficos Gæa, Sociedad Geológica Argentina, Sociedad Geológica Italiana, etc.
Falleció en Santa Fe, el 23 de junio de 1958.

## Obra
- Observaciones geográficas y geológicas en la región de Sayape (provincia de San Luis)
- El Congreso Geográfico Internacional de El Cairo
- El problema antropogénico en relación a la formación pampeana
- Los terrenos recientes de la Argentina en relación con la prehistoria (Historia de la Nación Argentina)
- Diatomeas del Río de la Plata
- Rasgos principales de fitogeografía argentina (1941) (Segundo Premio de la Comisión Nacional de Cultura, a la producción científica y literaria de 1941-42) (1943)

Colaboró con artículos y estudios científicos en el Boletín de la Academia Nacional de Ciencias de Córdoba, Revista de la Universidad de Buenos Aires, Revista del Museo de La Plata, Notas del Museo de La Plata, Anales de la Facultad de Ciencias de la Educación de Paraná (Entre Ríos), Bollettino della Società Geologica Italiana, Le Vie d'Italia e dell'America Latina, Handbook of South American Indians, etc.
- La abreviatura «Freng.» se emplea para indicar a Joaquín Frenguelli como autoridad en la descripción y clasificación científica de los vegetales.[1]

## Honores
- En su honor se nomina el "Premio Joaquín Frenguelli en Ficología"

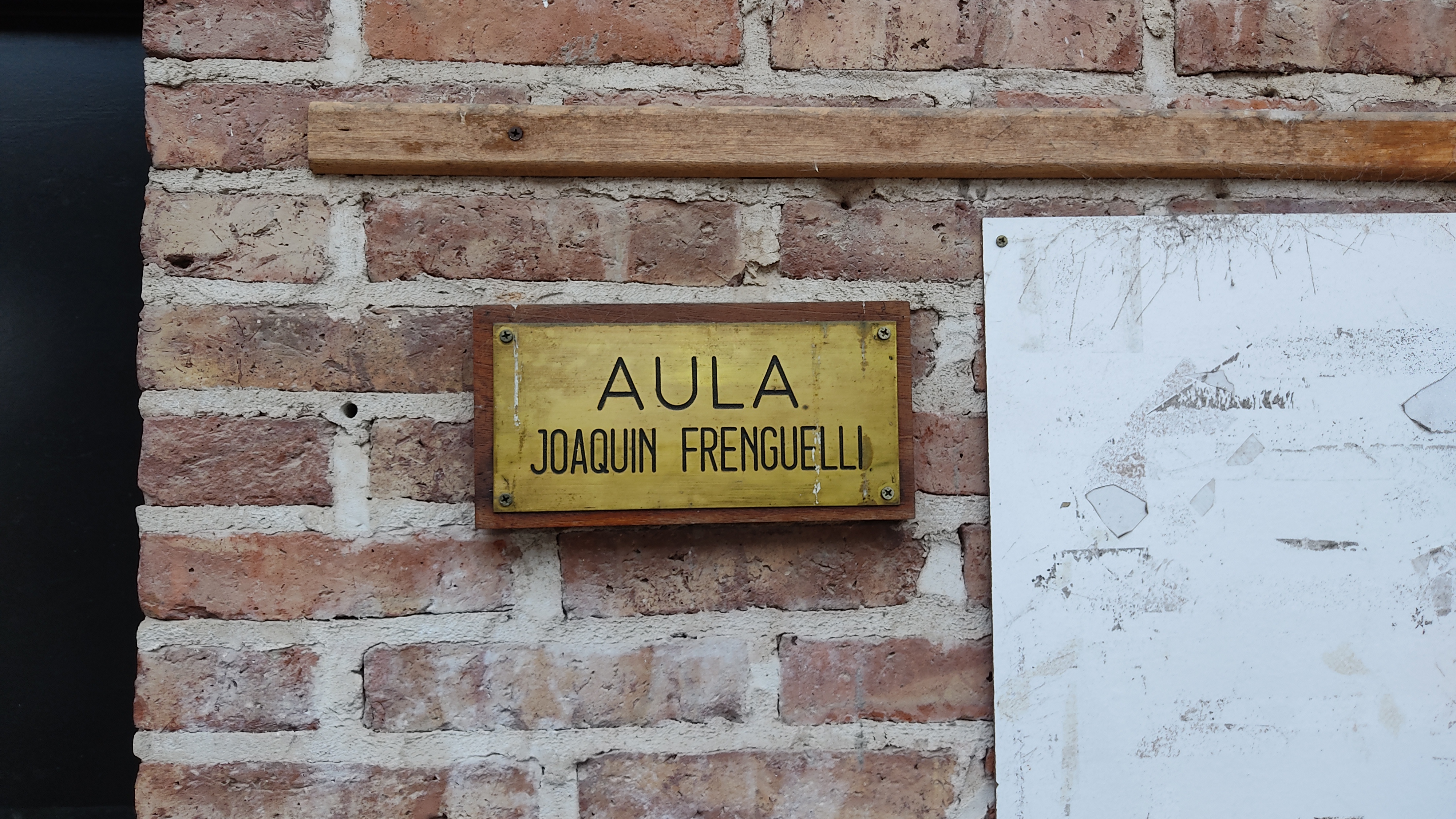
Placa homenaje a Joaquín Frenguelli en la Facultad de Ciencias Naturales y Museo.

- Placa homenaje a Joaquín Frenguelli en la Facultad de Ciencias Naturales y Museo.En el edificio principal de la Facultad de Ciencias Naturales y Museo de la Universidad Nacional de La Plata se le ha dado su nombre a un aula.